# Hector Lebon
Pour les articles homonymes, voir Lebon.
Hector Polydore Lebon, né le 22 novembre 1863 à Zottegem et décédé le 27 octobre 1935  à Anvers fut un homme politique belge catholique.

## Biographie
Il fut docteur en droit (Université catholique de Louvain); rédacteur en chef de Rechtskundig Tijdschrift; fondateur de la Conférence flamande du barreau.
Il fut élu conseiller communal (1921), échevin des Travaux publics et sociaux (1921-32) et brièvement bourgmestre ff. (1921) de Anvers; sénateur provincial de la province d'Anvers (1921-1935) et secrétaire du sénat (1929-35).

## Œuvres
- De misdaad en de verantwoordelijkheid dans Verhandelingen van de KVHU, nr. 82, Anvers, 1906.
- Recht en moraal, dans Verhandelingen van de KVHU, nr. 127, Anvers, 1910.
- De rondvraag over de eenheid der katholieke partij, dans Het Vlaamsche Land, 12/04/1924.